# Paňňá
Paňňá (pálí, v sanskrtu pradžňá) znamená moudrost, vhled, chápání, porozumění. V buddhismu označuje intuitivní chápání Čtyř vznešených pravd a intuitivní vhled do pomíjivosti, neuspokojivosti a bezpodstatnosti všech jevů, který vede k nirváně (osvícení, stav rozpoznání dokonalé podstaty mysli).
Tento vhled (skt. vipassaná) lze ovšem rozvíjet pouze souběžnou kultivací mravnosti (síla) a soustředění (samádhi). Vhled není výsledkem pouhého intelektuálního pochopení, ale je ho dosaženo přímým meditativním pozorováním vlastních tělesných a mentálních procesů.
Paňňá, správné chápání, je jednou z částí ušlechtilé osmidílné stezky a jednou z páramit (Dokonalostí).